# Hugo Wolf
Hugo Wolf, s polnim imenom Hugo Philipp Jakob Wolf, skladatelj, * 13. marec 1860, Slovenj Gradec, † 22. februar 1903, Dunaj.

## Življenjepis
Oba starša (Katherina Orehovnik in Philipp Wolf) sta imela slovenske prednike. Hkrati s širjenjem usnjarske obrti in vzpenjanjem po družbeni lestvici so doživljali tedaj običajen proces ponemčevanja. Volki, kakor so se pisali do prihoda v Slovenj Gradec, so se v pretežno nemški tržni naselbini lažje uveljavili s priimkom Wolf. Imel je 3 sestre in 2 brata.
V resnici je imel opravljeno le osnovno šolo. Od svojega očeta, ki je bil strasten glasbenik, se je Wolf naučil igrati violino in klavir. Iz šole v Mariboru se je po dveh letih izpisal. Po nesrečnem šolanju v Gradcu in na samostanski gimnaziji svetega Pavla v Labotski dolini, se je izkazalo, da razen za glasbo nima drugih sposobnosti, zato je šel leta 1875 na dunajski konservatorij, kjer je bil med drugimi njegov sošolec tudi Gustav Mahler. Kot kaže, se je zelo malo naučil in bil leta 1877 zaradi disciplinskega prekrška izključen. Od sedemnajstih let dalje je bil za svoje glasbeno izobraževanje odvisen od sebe. Preselil se je Slovenj Gradec, kjer je poleti 1877 nastal prvi ciklus zborovskih pesmi in samospevov (Wanderlied). Novembra 1877 se je vrnil na Dunaj, kjer še ne osemnajstleten stakne okužbo s sifilisom, ki vse do smrti leta 1903 zaznamuje njegovo življenje in ustvarjanje. S klavirjem in finančno podporo svojega očeta, je živel na Dunaju več let. Leta 1881 se je zaposlil kot asistent dirigent v mestnem gledališču v Salzburgu, vendar je po treh mesecih odstopil in nikoli več ni bil najet kot glasbenik.
Leta 1884 je Wolf postal glasbeni kritik pri bulvarskem časopisu Wiener Salonblatt, kjer je bil vnet občudovalec Wagnerja in kritiziral Brahmsa. Leta 1887 je objavil dvanajst svojih pesmi, odstopil s položaja pri časopisu in se posvetil komponiranju. Naslednjih devet let je bila njegova slava kot skladatelja na višku. Bilo je sto obdobje intenzivnega ustvarjanja in obdobje duševne in fizične izčrpanosti, ko so bili včasih trenutki, ko ni mogel poslušati glasbe.
Wolf je do smrti trpel zaradi skrajne revščine, kar je bilo zanj težko breme zaradi njegovega slabega zdravja in ponosa, občutljivega in živčnega temperamenta. Dohodek je dolgoval skoraj izključno vztrajnim prizadevanjem majhne skupine prijateljev, glasbenih kritikov in pevcev, ki so izvajali njegove pesmi, podpori dunajskega akademske družbe Wagner in ustanovitvi združenja Hugo Wolf leta 1897 z Michaelom Haberlandtom na Dunaju.
V septembru 1897 je moral zaradi sifilisa v bolnišnico. 24. januarja 1898 je bil kot ozdravljen (čeprav je psihiater Wilhelm Svetlin priznal neozdravljivo bolezen umetnika), odpuščen. Wolf je vse do poletja istega leta preživel na Jadranu, nato pa v Traunkirchnu v Zgornji Avstriji. Po poskusu samomora pri Traunsee so ga sprejeli na najboljšem oddelku nižjeavstrijske državne umobolnice na Dunaju, kjer je po štirih letih trpljenja 22. februarja 1903 umrl.
Posmrtno masko je izdelal Franz Seifert. Grob je v dunajskem centralnem pokopališču (Skupina 32 A, številka 10). Še istega leta so na Dunaju, Mariahilf (6. Bezirk) poimenovali ulico Hugo-Wolf-Gasse.

## Dela
Leta 1888 je ustvari prvega izmed nesmrtnih samospevov na lirske predloge Eduarda Friedricha Mörikeja in jih v tem letu uglasbil kar triinštirideset. Sledilo je več koncertnih večerov z njegovimi samospevi. Leta 1889 nastanejo prve pesmi iz monumentalnega Goethejevega cikla, pa tudi Nikolausa Lenaua, Heinricha Heineja in Josepha von Eichendorffa. V letu 1890 večkrat potuje po Nemčiji, kjer si je ustvaril krog pomembnih znancev (npr. Ludwiga Streckerja, vodjo pomembne založbe Schott, ki izda pesmarice, ki omogočijo Wolfov prodor v širšo glasbeno javnost. Neustvarjalno obdobje zaradi napredovane bolezni je trajalo med letoma 1891 in 1895. V letu 1895 predela Alarconove španske novele Trirogeljnik (kasneje preimenovane v Corregidor). Wolf je napisal okoli 300 pesmi. Šele v letih 1902-1906 (posthumno) ga je občinstvo ustrezno sprejelo. Nekatera njegova dela so:
- Die Stimme des Kindes, op. 10 za štiriglasni mešani zbor s spremljavo klavirja [1876] je najzgodnješe delo
- Sechs geistliche Lieder nach Gedichten von Joseph v. Eichendorff [1881] za štiriglasni mešani zbor (SATB) brez spremljave
- Der Corregidor - opera v štirih dejanjih, je bila z uspehom premierno predstavljena leta 1896 v Mannheimu
- Der Feuerrreiter (Eduard Mörike; 1888-1892) za mešani zbor (SATB) in orkester
- Pesmi  Eduard Mörikeja (1888): Der Genesene an die Hoffnung, Der Knabe und das Immlein, Ein Stündlein wohl vor Tag, Jägerlied, Der Tambour, Er ist's, Das verlassene Mägdlein, Begegnung, Nimmersatte Liebe, Fussreise, An eine Aeolsharfe, Verborgenheit, Im Frühling, Agnes, Auf einer Wanderung, Elfenlied, Der Gärtner, Citronenfalter im April, Um Mitternacht, Auf eine Christblume I, Auf eine Christblume II, Seufzer, Auf ein altes Bild, In der Frühe, Schlafendes Jesuskind, Karwoche, Zum neuen Jahr, Gebet, An den Schlaf, Neue Liebe, Wo find' ich Trost, An die Geliebte, Peregrina I, Peregrina II, Frage und Antwort, Lebe wohl, Heimweh, Lied vom Winde, Denk' es, o Seele, Der Jäger, Rat einer Alten, Erstes Liebeslied eines Mädchens, Lied eines Verliebten, Der Feuerreiter, Nixe Binsefuß, Gesang Weyla's, Die Geister am Mummelsee, Storchenbotschaft, Zur Warnung, Auftrag, Bei einer Trauung, Selbstgeständnis, Abschied
- Elfenlied (besedilo W. Shakespearovega Sen kresne noči; 1889-1891) za solo sopran, ženski zbor (SSAA) in orkester
- Pesmi Eichendorffa (1887/88): Der Freund, Der Musikant, Verschwiegene Liebe, Das Ständchen, Der Soldat I, Der Soldat II, Die Zigeunerin, Nachtzauber, Der Schreckenberger, Der Glücksritter, Lieber alles, Heimweh, Der Scholar, Der verzweifelte Liebhaber, Unfall, Liebesglück, Seemanns Abschied, Erwartung, Die Nacht, Waldmädchen
- Pesmi Johanna Wolfganga von Goetheja (1888-1889): Harfenspieler I, Harfenspieler II, Harfenspieler III, Spottlied aus Wilhelm Meister, Mignon I, Mignon II, Mignon III, Philine, Mignon, Der Sänger, Der Rattenfänger, Ritter Kurts Brautfahrt, Gutmann und Gutweib, Cophtisches Lied I, Cophtisches Lied II, Frech und froh I, Frech und froh II, Beherzigung, Prometheus, Ganymed, Grenzen der Menschheit, Epiphanias, Nepomuks Vorabend, Genialisch Treiben, Der Schäfer, Der neue Amadis, Blumengruß, Gleich und Gleich, Die Spröde, Die Bekehrte, Frühling über's Jahr, Anakreons Grab, Dank des Paria, Königlich Gebet in druge
- Sedem pesmi iz zbirke pesmi Heinricha Heineja (1878, objavljena posthumno 1927): Sie haben heut Abend Gesellschaft, Ich stand in dunkeln Träumen, Das ist ein Brausen und Heulen, Aus meinen großen Schmerzen, Mir träumte von einem Königskind, Mein Liebchen wir saßen beisammen, Es blasen die blauen Husaren
- Spanisches Liederbuch po Paulu Heyseju in Emanuelu Geibelu (1889/90)
- Italienisches Liederbuch po Paulu Heyseju (I. del 1890/91, II. del 1896)

Cerkvena glasba:
- Šest Svetih pesmi za mešani zbor a cappella (Eichendorffa) (1881) - Aufblick, Einklang, Letzte Bitte, Resignation, Ergebung, Erhebung
- Božična noč (August von Platen) f. solo, mešani zbor in veliki orkester (1886-1889)
- Elfen Lied (Shakespeare, prevod avgust Wilhelm Schlegel) f. sopran solo, ženski zbor in orkester (1889-1891)
- Der Feuerreiter (Mörike) za mešani zbor in orkester (1892)
- Dem Vaterland (Reinick) za moški zbor in orkester (1890-1898)
- Morgenhymnus (Reinick) za mešani zbor in orkester (1897)
- Frühlingschor aus Manuel Venegas (Moriz Hoernes)  za mešani zbor in orkester (1897/98)

Dela za orkester:
- Skerzo v g-molu in Finale v B-duru za orkester (Überreste aus Wolfs Sinfonie-Plänen), 1876/77
- Penthesilea, Simfonična pesnitev za orkester po Heinrichu von Kleistu, 1883–1885
- Italienische Serenade v G-duru, različica za orkester, 1892.

Komorna glasba:
- Koncert za violino in klavir op. 6, nedokončana, 1875.
- Klavirska sonata v G-duru op. 8, 1876
- Klavirska sonata v g-molu op. 14, le prvi stavek, 1876.
- Violinski kvartet v d-molu, 1879–1884
- Intermezzo v Es-duru za violinski kvartet, 1886.
- Italienische Serenade, 1887[6]